# 船底座V533
船底座V533，又名HD 97534、CP-59 3190、SAO 251316、HR 4352，是船底座的一颗恒星，视星等为4.6，位于銀經290.99，銀緯0.24，其B1900.0坐标为赤經11h 8m 18.5s，赤緯-59° 0.24′ 25″。